# THE IDOLM@STER Jupiter
「THE IDOLM@STER Jupiter」（アイドルマスター ジュピター）は、2011年11月23日から日本コロムビアから発売されたアルバム。

## 概要
ゲーム「THE IDOLM@STER 2」に登場する男性アイドルグループ「Jupiter」の楽曲を収録したアルバム。ゲーム収録曲である「Alice or Guilty」「恋をはじめよう」の他、各メンバーによるソロ曲を収録している。

## 収録曲
1. Alice or Guilty（M@STER VERSION）
歌：Jupiter（寺島拓篤、神原大地、松岡禎丞）
作詞：上江洲誠、作曲・編曲：NBGI（濱本理央）
2. BANG×BANG
歌：天ヶ瀬冬馬（寺島拓篤）
作詞：yura、作曲：吉田勝弥、編曲：亀山耕一郎
3. On Sunday
歌：御手洗翔太（松岡禎丞）
作詞：藤林聖子、作曲：間瀬公司、編曲：亀山耕一郎
4. 結晶～Crystal Dust～
歌：伊集院北斗（神原大地）
作詞：白瀬彩、作曲・編曲：神津裕之
5. 恋をはじめよう（M@STER VERSION）
歌：Jupiter（寺島拓篤、神原大地、松岡禎丞）
作詞：白瀬彩、作曲・編曲：NBGI（Jesahm）
6. Alice or Guilty（M@STER VERSION） off vocal
7. 恋をはじめよう（M@STER VERSION） off vocal
8. ボーナストラック・ドラマ
出演：天ヶ瀬冬馬（寺島拓篤）、御手洗翔太（松岡禎丞）、伊集院北斗（神原大地）、萩原雪歩（浅倉杏美）、四条貴音（原由実）、我那覇響（沼倉愛美）

## 楽曲背景
「Alice or Guilty」は、テレビアニメの脚本で知られる上江洲誠が担当した。
自分が大好きなビジュアル系ロックバンドが持つ耽美で陶酔したイメージへの挑戦として執筆したと『アイドルマスター マストソングス』の公式ホームページ内のインタビューの中で説明しており、失ったものの大切さに気付く公開と懺悔の歌であると定義する一方、今となっては悪役の印象がある961プロのテーマ曲にぴったりだと振り返っている。

## ライブパフォーマンス
2014年2月のさいたまスーパーアリーナで行われた『THE IDOLM@STER M@STERS OF IDOL WORLD!!2014』では女性声優であるたかはし智秋、沼倉愛美、福原綾香、愛美の4人がカバーした
福原綾香は2015年のGamerとのインタビューの中で、、かっこいい曲だとは思っていたものの、まさか自分が歌うとは思っていたがスタッフからあなたらしく歌えば大丈夫と励まされたと振り返っている。
また、福原は、自分が男性アイドルだと開き直るぐらいの気持ちで歌ったと話しており、自分が演じる渋谷凛では絶対しないという自分に陶酔するような歌い方をしたと振り返っている。
2018年の「THE IDOLM@STER SideM 3rdLIVE TOUR」では、Jupiterの面々によるパフォーマンスが行われた。